# Saint-Hilaire-de-Brens
Saint-Hilaire-de-Brens és un municipi francès situat al departament de la Isèra i a la regió d'Alvèrnia-Roine-Alps. L'any 2007 tenia 505 habitants.

## Demografia

### Població
El 2007 la població de fet de Saint-Hilaire-de-Brens era de 505 persones. Hi havia 182 famílies de les quals 33 eren unipersonals (12 homes vivint sols i 21 dones vivint soles), 66 parelles sense fills, 79 parelles amb fills i 4 famílies monoparentals amb fills.
La població ha evolucionat segons el següent gràfic:
Habitants censats

### Habitatges
El 2007 hi havia 223 habitatges, 188 eren l'habitatge principal de la família, 25 eren segones residències i 11 estaven desocupats. 220 eren cases i 2 eren apartaments. Dels 188 habitatges principals, 161 estaven ocupats pels seus propietaris, 19 estaven llogats i ocupats pels llogaters i 8 estaven cedits a títol gratuït; 5 tenien dues cambres, 24 en tenien tres, 46 en tenien quatre i 113 en tenien cinc o més. 162 habitatges disposaven pel capbaix d'una plaça de pàrquing. A 63 habitatges hi havia un automòbil i a 113 n'hi havia dos o més.

### Piràmide de població
La piràmide de població per edats i sexe el 2009 era:
| Homes | Edats   | Dones |
| ----- | ------- | ----- |
| 0     | 95 o +  | 0     |
| 0     | 90 a 94 | 0     |
| 4     | 85 a 89 | 8     |
| 0     | 80 a 84 | 4     |
| 4     | 75 a 79 | 8     |
| 12    | 70 a 74 | 12    |
| 8     | 65 a 69 | 8     |
| 20    | 60 a 64 | 24    |
| 16    | 55 a 59 | 8     |
| 8     | 50 a 54 | 12    |
| 20    | 45 a 49 | 12    |
| 20    | 40 a 44 | 12    |
| 28    | 35 a 39 | 20    |
| 4     | 30 a 34 | 0     |
| 0     | 25 a 29 | 16    |
| 4     | 20 a 24 | 8     |
| 20    | 15 a 19 | 20    |
| 8     | 10 a 14 | 4     |
| 12    | 5 a 9   | 0     |
| 16    | 0 a 4   | 4     |

## Economia
El 2007 la població en edat de treballar era de 314 persones, 243 eren actives i 71 eren inactives. De les 243 persones actives 223 estaven ocupades (121 homes i 102 dones) i 19 estaven aturades (9 homes i 10 dones). De les 71 persones inactives 25 estaven jubilades, 26 estaven estudiant i 20 estaven classificades com a «altres inactius».

### Ingressos
El 2009 a Saint-Hilaire-de-Brens hi havia 197 unitats fiscals que integraven 534 persones, la mediana anual d'ingressos fiscals per persona era de 20.642 €.

### Activitats econòmiques
Dels 17 establiments que hi havia el 2007, 1 era d'una empresa alimentària, 2 d'empreses de fabricació d'altres productes industrials, 4 d'empreses de construcció, 2 d'empreses de comerç i reparació d'automòbils, 2 d'empreses de transport, 3 d'empreses d'hostatgeria i restauració, 1 d'una empresa immobiliària, 1 d'una empresa de serveis i 1 d'una entitat de l'administració pública.
Dels 7 establiments de servei als particulars que hi havia el 2009, 1 era un taller de reparació d'automòbils i de material agrícola, 2 paletes, 1 lampisteria, 1 veterinari i 2 restaurants.
L'any 2000 a Saint-Hilaire-de-Brens hi havia 6 explotacions agrícoles.

## Equipaments sanitaris i escolars
El 2009 hi havia una escola maternal integrada dins d'un grup escolar amb les comunes properes formant una escola dispersa.

## Poblacions més properes
El següent diagrama mostra les poblacions més properes.